# Trop jeune pour moi ?
Trop jeune pour moi ? est un téléfilm français réalisé par Patrick Volson et diffusé pour la première fois le 12 janvier 2005 sur France 2.

## Fiche technique
- Scénario : Jean-Luc Goossens
- Pays :  France
- Production : Thomas Anargyros, Édouard de Vésinne, Jacques Dercourt et Paul Fonteyn
- Musique : Alain Le Douarin
- Image : Jean-Claude Neckelbrouck
- Montage : Jacqueline Herbeth
- Décors : Eugénie Collet et Florence Vercheval
- Costumes : Delphine Hayat
- Durée : 100 minutes

## Distribution
- Éva Darlan : Béatrice
- Bruno Slagmulder : Étienne
- Clémence Boué : Nanou
- Claire Nadeau : Jacqueline
- Noémie Kocher : Carmen
- Fabio Zenoni : Marc
- Laurent Capelluto : Sami
- Roger Van Hool : Roger
- Catherine Demaiffe : Sandrine